# 平壌神学校
平壌神学校（へいじょうしんがっこう、朝鮮語: 평양신학교、朝鮮語の漢字表記: 平壤神學校）は、朝鮮平壌にかつて存在した長老派教会（長老教）の神学校。

## 歴史
1901年、アメリカ人宣教師マポサミョルが平壌の自宅に開いた神学校に始まる。マポサミョルは初代校長をつとめた。
設立後、長老会公議会から平壌連合神学校という名称を正式承認され、1907年、吉善宙・邦基昌・徐景祚・宋麟瑞・李基豊・梁旬伯・韓錫晋の第1期卒業生7名を輩出し、彼らが朝鮮初の長老会牧師となった。1925年からラブヨルが第2代校長に就いた。
日本統治時代には朝鮮総督府によって朝鮮人の神社参拝が強要されはじめた。日本国内では教会も牧師も率先して神社参拝を行っていた。ところが、平壌神学校では断固参拝拒否の態度を表し続けたため、当局からの度重なる弾圧を受け、1930年代に閉校を余儀なくされた。神社参拝に反対したために投獄、獄死して殉教者となった朱基徹牧師も平壌神学校の出身であった。
1940年4月、卒業生の宋昌根・金在俊牧師らは場所をソウル仁寺洞に移して朝鮮神学校（現在の韓神大学校）を設立。同年、朝鮮総督府の側も対抗して蔡弼近を第3代校長に任命。平壌神学校を復活させている。ただし、現在ではこの学校は平壌神学校の系譜を引き継ぐ学校ではないとの理由から、後平壌神学校、蔡弼近神学校など他の呼称で呼ばれ、平壌神学校であることが否定される場合がある。
1945年、日本敗戦。その後朝鮮民主主義人民共和国が樹立されるとふたたび宗教弾圧を受け、第4代・第5代・第6代校長である金仁俊・金化湜・李聖徽は朝鮮人民軍によって捕えられ死亡。平壌の学校はついに廃校となり、今日まで再開には至っていない。
一方で、1948年に朴亨龍が第7代校長として設立したソウルの長老会神学校（後の総神大学校）、及び1975年にキム・ソンホプ（김성흡）が第7代校長として再建した水原市の平壌神学校の両校が、かつての平壌神学校の伝統を継承していると主張している。